# Таратор
Тараторът е вид студена млечна супа, традиционна в българската кухня.
Приготвяна е от кисело мляко, вода, ситно нарязана или настъргана краставица, олио или зехтин, сол, копър и счукан, пресован или нарязан на ситно чесън, които се смесват и разбъркват. Към така приготвената смес по желание могат да се добавят счукани орехови ядки.
Тази форма на таратор възниква в България в средата на XX век. Дотогава това наименование се използва за широка група студени супи и сосове, обикновено на основата на оцет и орехи или тахан, идващи на Балканите от близкоизточната кухня. Днес вариант на тези храни се нарича жътварски таратор.
Съвременният таратор е близък по състава си до турския джаджък. Свързаното с него гръцко дзадзики се приготвя без вода и е с гъста консистенция на салата, което го доближава до българската салата „Снежанка“ (наричана също „сух таратор“ или „млечна салата“).

## Начин на приготвяне, сервиране и консумация
Примерни продукти за 2 – 3 порции:
- 750 гр. кисело мляко
- 1 краставица
- 2 супени лъжици зехтин или растително олио
- 1 – 2 скилидки чесън
- 2 – 3 супени лъжици смлени орехови ядки
- копър
- една щипка сол

Към ситно нарязаната или настъргана краставица се добавят счукан чесън, ситно нарязан копър и зехтин. Към тази смес се добавят кисело мляко и студена вода. Разбърква се добре и се прибавя солта. Най-накрая се поръсва със смлени орехови ядки. Сервира се студен, като може да се добави и лед за запазване на температурата. Съхранява се в хладилник.
Най-често се консумира като предястие, но понякога и като гарнитура или салата заедно с основното ястие. Поднася се в дълбоки чинии или купички, яде се с лъжица. В горещите летни месеци някои хора го консумират като „разредител“ към мастика или ракия и в такива случаи може да се сервира и в чаша.
Сухият таратор се сервира като салата или гарнитура. Като заместител на краставицата може да се използва морков, маруля, дори репички или грах. Вместо копър може да се ползва джоджен, обикновен магданоз или анасон.

## История
Ястия, подобни на таратора, вероятно присъстват под друго наименование в българската кухня много отдавна, но за това няма преки свидетелства. Такива ястия са известни в цялата близкоизточна кухня, като сред тях са турският джаджък и гръцкото дзадзики. Те са явно свързани етимологично, но произходът им също не е изяснен. Според някои автори джаджъкът навлиза в турската кухня през гръцкия вариант, както и много други безмесни ястия, развили се, заради продължителните пости в християнството.
До средата на XX век в България таратор се наричат различни студени супи и сосове, които рядко съдържат кисело мляко и обикновено са на основата на оцет или орехи. Наименованието „таратор“ в това значение идва от Близкия Изток, където това е подправен с чесън и киселина тахан. В турския вариант на този сос таханът е заменен с орехи и изглежда в този вид тараторът се разпространява на Балканите.
В българските готварски книги от първата половина на XX век под името таратор са описани различни рецепти, които най-често включват много повече мазнина и чесън от обичайното днес. Така в издадено през 1953 година ръководство за ресторантите са описани няколко вида таратор, като обикновеният таратор се приготвя от чесън, олио, орехи и краставици с вода, сол и киселина. Първата известна рецепта за съвременния таратор е публикувана в „Книга за домакинята“ от 1956 година, но до края на 70-те години в различни готварски книги продължават да се описват и други рецепти за по-ранните форми на таратора.

## Етимология на таратора

### Значение на думататараторв българския език
Таратор е дума, посочена в Речника на българския език от Найден Геров (част пета, стр. 324) като заемка от турски и обяснена като „сочиво, студена чорба от краставици, чеснов лук, орехи и оцет; тлъченица“, където сочиво е народна дума за супа, а тлъченица (според съвременния български правопис тълченица от глагола тълча – „счуквам, скълцвам“) е синоним на таратор.
В Български тълковен речник от Любомир Андрейчин и др. (С., 1963, стр. 901) думата таратор е обяснена по следния начин: Вид студена супа от разводнено кисело мляко с краставици, чесън, оцет и др. Произходът на думата таратор според споменатия Български тълковен речник е персийско-турски. Информация за произхода на думата таратор може да се открие например и в Речник на чуждите думи в българския език от Александър Милев и др. (С., 1978, стр. 726), където е дадено следното обяснение: тур. tarator от персийски. Студено ядене от разредено кисело мляко, краставица или салата, чесън, олио, орехи и др. В Речник на чуждите думи в българския език (от Мария Филипова-Байрова и др., С., 1993, стр. 840), се открива подобно обяснение: тур. tarator от персийски. Вид студена супа, приготвена от разредено с вода кисело мляко, ситно нарязана краставица, чесън, орехи и олио.
На български думата таратор може да се използва не само за назоваване на студена супа от кисело мляко с краставици, а изобщо на студена супа от кисело мляко с различни видове зеленчуци. В книгата Слънчева храна за нашата трапеза от д-р Т. Тодоров и др. (С., 1973, стр. 122 – 123) се дават рецепти за седем вида таратор: с краставици, тиквички, целина, маруля или салата, магданоз и копър, моркови и зряла тиква.

### Значение на думататараторв другите балкански езици
В Българско-гръцки речник (С., 1960, стр. 1327) думата таратор е преведена като σκορδοστούμπι (буквално: счукан чесън, значение, което напомня българската дума тлъченица, вижте по-горе). Този превод обаче може и да не е точен, тъй като скордостуби (skordostubi) се приготвя от патладжан, домати, чесън, зехтин и оцет и най-вероятно съответства на кьопоолу.
В Македонско-руски речник от Ксения Гавриш (Скопие, 1969, стр. 794) присъства думата таратур, обяснена като салат из свежих огурцов с кислым молоком, посным маслом и чесноком (салата от пресни краставици с кисело мляко, олио и чесън). В Македонско-романски речник (Македонско-румънски речник) от Миле Томик (Скопие – Букурещ, 1986, стр. 980) обаче обяснението на думата таратур е малко по-различно: ciorbă din ceapă, iaurt şi castraveţi (супа от лук, кисело мляко и краставици). В Македонско-албански речник (Скопие, 1967, стр. 606) думата таратур се обяснява така: tarator, dhallë me hudra, voj e uthull e me pak trangull (таратор – мътеница с чесън, зехтин, оцет и малко краставица). В Българско-албански речник от Тома Кацори и др. (С., 1959, стр. 742) думата таратор е преведена само с tarator, без допълнителни обяснения.
В Българско-сърбохърватски речник (Българско-сръбски речник) от Марин Младенов (Белград, 1967, стр. 640) думата таратор е преведена като таратор-чорба (кисело млеко, краставчићи, бели лук и др.) (таратор-супа (кисело мляко, краставички, чесън и др.)). В Српскохрватско-руски речник (Сърбохърватско-руски речник) от Иля Толстой (Москва, 1976, стр. 583) сръбската дума таратор е обяснена като салат из свежих огурцов на кислом молоке и с чесноком (салата от пресни краставици с кисело мляко и чесън). В Srbskohrvatsko-slovenski slovar (Сърбохърватско-словенски речник) от Янко Юранчич (Любляна, 1972, стр. 1105) сърбохърватската дума таратор е преведена на словенски като vrsta omake iz olja, kislega mleka in česna (вид сос от олио, кисело мляко и чесън).
На сръбски обаче думата таратор може да означава „салата от краставица със сметана и чесън“ (Tarator salata: krastavac, pavlaka, beli luk) или „салата от краставица, чесън и кисела сметана“ (Tarator salata – Krastavac, beli luk, kisela pavlaka), макар че се среща и с близко до споменатото в Речника на Толстой значение („салата от краставица, кисело мляко, чесън, сол, орехи, черен пипер и олио“ – „Tarator salata: krastavac, kiselo mleko, beli luk, so, orasi, biber i ulje“)). На един сръбски дискусионен форум сръбският таратор, по-точно таратор-салата, се сравнява с гръцкото дзадзики („tarator salata ili što bi Grci rekli dzadziki“ – „салата таратор или както биха казали гърците, дзадзики“). Гръцката дума τζατζίκι (дзадзики) е сродна с турската cacık (джаджък) и вероятно е заета от турски, защото съчетанието τζ в новогръцки език се среща предимно в заети думи на мястото на дж. В Турецко-русский словарь (Турско-руски речник, стр. 139) думата cacık е обяснена като салат из свежих огурцов и йогурта (салата от пресни краставици и кисело мляко). На български този вид салата обикновено се нарича у дома млечна салата, а в заведенията млечна салата или снежанка.
На хърватски думата таратор е позната предимно със значение „студена супа от краставици“ или „супа от кисело мляко, краставица, чесън и копър“ (juha od kiselog mlijeka, krastavaca, češnjaka i kopra).

### Обяснение на българскиятараторв други славянски езици
В Речник на българския език Найден Геров е превел думата таратор на руски като пигус. Владимир Дал в Толковый словарь живого великорусского языка (Тълковен речник на живия великоруски език) дава следното тълкуване на думата пигус: „кислая похлёбка с огурцами“ (кисела супа с краставици). Тургенев в разказа си „Фауст“ споменава за „знаменитото степно ястие пигус, от което езикът ти побелява и стои като кол в течение на цяло денонощие“ (знаменитое степное блюдо пигус, от которого у тебя язык побелел и стоял колом в течение целых суток).
В Болгарско-русский словарь (Българско-руски речник) от С. Бернщейн (Москва, 1986, стр. 652) думата таратор не е преведена на руски, а е запазена в същата форма (таратор), с обяснението: суп из кислого молока, свежих огурцов, чеснока и орехов (супа от кисело мляко, пресни краставици, чесън и орехи). В Българско-руски речник от Сава Чукалов (С., 1957, стр. 891) думата таратор е обяснена като кушанье из свежих огурцов и чеснока на воде или простокваше (ядене от пресни краставици и чесън във вода или кисело мляко).
В руското интернет пространство се откриват много рецепти на българския таратор, в които той обикновено е охарактеризиран като „българска окрошка“ (окрошка е руска студена супа със зеленчуци, месо и квас). В руския език се среща и думата бикус, която е сродна с пигус и в Речника на Дал се тълкува като окрошка, крошеная говядина с луком и огурцами, на квасу (окрошка, ситно нарязано говеждо месо с лук и краставици в квас).
В Наръчен българско-полски речник от Франчишек Славски (Варшава, 1963, стр. 1072) думата таратор е преведена като chłodnik ogórkowy (хлодник, студена супа от краставици). Полският хлодник се приготвя от кисело мляко или кефир, зелени краставици, копър, репички, чесън, сол и пипер (jogurt lub kefir, ogórki zielone, koperek, rzodkiewki, czosnek, sól, pieprz).

### Обяснение на българскиятараторв западноевропейските езици
В Българско-английски речник (С., 1988, т. II, стр. 913) думата таратор е обяснена като (cold) yoghurt and chopped cucumber soup ((студена) супа от кисело мляко и нарязана краставица). В Българско-френски речник от А. Радев и др. (С., 1994, стр. 889) думата таратор е преведена като tarator (soupe froide aux concombres avec du yaourt (yogourt) et de l'ail) (студена супа от краставици с кисело мляко и чесън). В Българско-испански речник на Емилия Ценкова и Тодор Нейков (С., 1997, стр. 427) описанието на таратор е „студена супа от кисело мляко, краставици, чесън и др.“: tarator (sopa fría de yogurt, pepinillos, ajo, etc.). В Интернет може да се открие информация за българския таратор на английски език, на френски език, на немски и на други западноевропейски езици.

## Чуждестранни аналози на таратора
В различните чуждестранни кухни съществуват близки до таратора супи и салати.

### Турскитаратор
Таратор на турски означава сос, приготвен от хляб, орехи, зехтин, чесън и оцет (Турецко русский словарь, Москва, 1977, стр. 828, tarator). В Интернет се намира описание на турския таратор, като например: „Тараторът е един от най-известните турски сосове. Той представлява кремообразна смес от орехи и чесън. Традиционно се използва за добавка към варени зеленчуци, риба или миди, а също така и за топене с хляб. За истинския таратор се използват лешници, но те често се заместват с бадеми, орехи или други ядки“.
В Турция е популярен и студения „джаджак“, който се приготвя от разбито кисело мляко, тънко нарязани краставички, ароматни подправки и чесън. Различава се от българския таратор по това, че се приготвя с пресен джоджен, вместо с копър.

### Гръцка салата дзадзики
В Гърция се сервира салата дзадзики (τζατζίκι), която се счита типична за гръцката национална кухня. Основните съставки са кисело мляко, краставица, чесън и олио. Използва се като гарнитура към кюфтета или като сос за гръцка пълнена пита.

### Ирански таратор
В Иран тараторът се нарича маст о хяр (или мааст о хяр), което означава „кисело мляко и краставица“ (ماست و خيار). Приготвя се от кисело мляко, краставица, лук, джоджен, сол и черен пипер, като киселото мляко само се разбива, без да се разрежда с вода. Може да се добавят орехи и стафиди. Също така може да се използват и мариновани краставички. Сервира се като аперитив или салата.